# Khalid Sinouh
Khalid Sinouh (in arabo خالد سينوح‎?; Amsterdam, 2 maggio 1975) è un ex calciatore marocchino, di ruolo portiere.

## Carriera

### Club
Durante la sua carriera ha giocato con varie squadre di club olandesi, tra cui anche l'Amburgo e il PSV Eindhoven.

### Nazionale
Ha fatto parte della nazionale marocchina dal 2004 al 2005.

## Palmarès

### Club
- Coppa dei Paesi Bassi: 1

PSV Eindhoven: 2011-2012